# Crazy Taxi: La guerra de los taxímetros
Crazy Taxi: La guerra de los taxímetros (conocido en inglés como Crazy Taxi: Fare Wars y en Japón como Crazy Taxi: Double Punch) es un videojuego para PSP, el cual es un port de Crazy Taxi y Crazy Taxi 2. Incluye un modo multijugador, el cual no estaba disponible en sus predecesores, donde los jugadores compiten uno contra uno por clientes y dinero. El juego fue desarrollado por la recién creada Sniper Studios.

## Jugabilidad
Crazy Taxi: Fare Wars combina ambos: títulos Crazy Taxi y Crazy Taxi 2 con nuevas características que permite que los jugadores interactúen con sus oponentes en nuevas formas que no se habían visto en otros sistemas, dando a los jugadores la habilidad de jugar inalámbricamente con otros sistemas PSP cercanos a través de Ad hoc o compartiendo el juego. 
Crazy Taxi: Fare Wars le da a los usuarios la habilidad de grabar cerca de 80 segundos de contenido y luego transferirlo a su computadora para usos multimedia. Otra característica no vista en juegos previos de Crazy Taxi es la habilidad de reproducir, durante el juego, cualquier archivo MP3 que esté almacenado en la Memory Stick. Casi todos los efectos de sonido han sido regrabados y son completamente diferentes a las versiones anteriores de Crazy Taxi.